# Whitemark
Whitemark est une localité située sur l'île Flinders au nord de la Tasmanie. Elle est rattachée à la zone d'administration locale de Flinders.
Sa population était de 308 habitants en 2021.
Un aéroport régional est situé à proximité.